# Current Island (ö i Bahamas)
Current Island är en ö i Bahamas.   Den ligger i distriktet North Eleuthera District, i den nordöstra delen av landet, 70 km nordost om huvudstaden Nassau.